# Olympische Sommerspiele 2012/Schwimmen – 10 km Freiwasser (Männer)
Das 10 km Freiwasserschwimmen der Männer bei den Olympischen Spielen 2012 in London wurde am 10. August 2012 im Serpentine-See im Hyde Park ausgetragen. 25 Athleten nahmen daran teil. Olympiasieger wurde Oussama Mellouli aus Tunesien, der damit als erster Schwimmer in der Geschichte sowohl im Freiwasser als auch im Becken Medaillen gewinnen konnte.
Das Rennen wurde in einem Finallauf ausgetragen.

## Titelträger
| Olympiasieger | Maarten van der Weijden ( Niederlande) | 1:51:51,6 h | Peking 2008   |
| Weltmeister   | Spyros Gianniotis ( Griechenland)      | 1:54:24,7 h | Shanghai 2011 |
| Europameister | Thomas Lurz ( Deutschland)             | 1:53:18,2 h | Eilat 2011    |

## Qualifikationskriterien
Für den Wettbewerb hatten sich 25 Athleten qualifiziert:
- Zehn Schwimmer, die bei den Schwimmweltmeisterschaften 2011 in Shanghai die ersten zehn Plätze belegten
- Neun Schwimmer, die beim Qualifikationswettkampf von Setúbal (Portugal) am 8./9. Juni 2012 die ersten neun Plätze belegten
- Fünf Schwimmer, die die fünf Kontinentalverbände der FINA repräsentierten und die durch ihre Platzierung beim Qualifikationswettkampf von Setúbal bestimmt wurden
- Ein Schwimmer der gastgebenden Nation

## Rennen

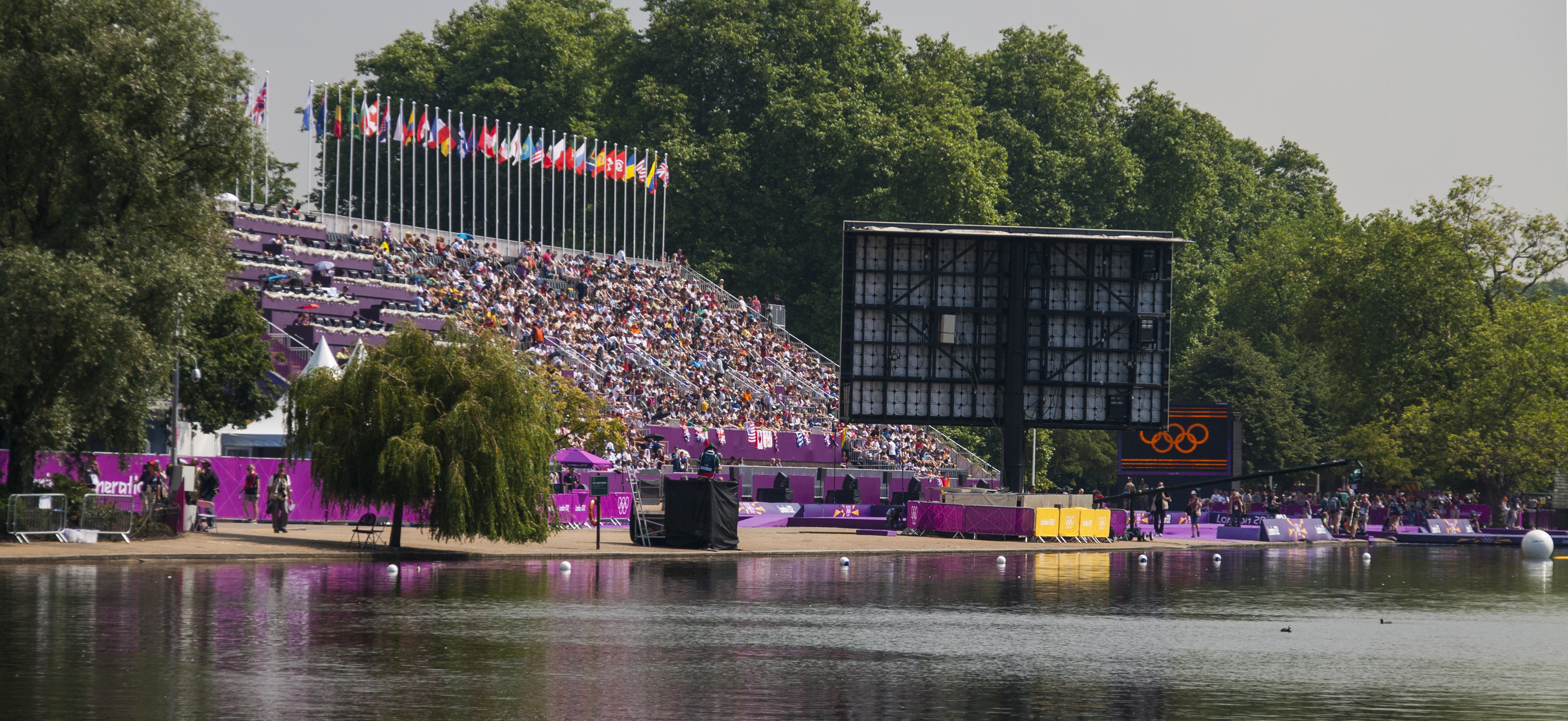
Zuschauertribüne an der Strecke

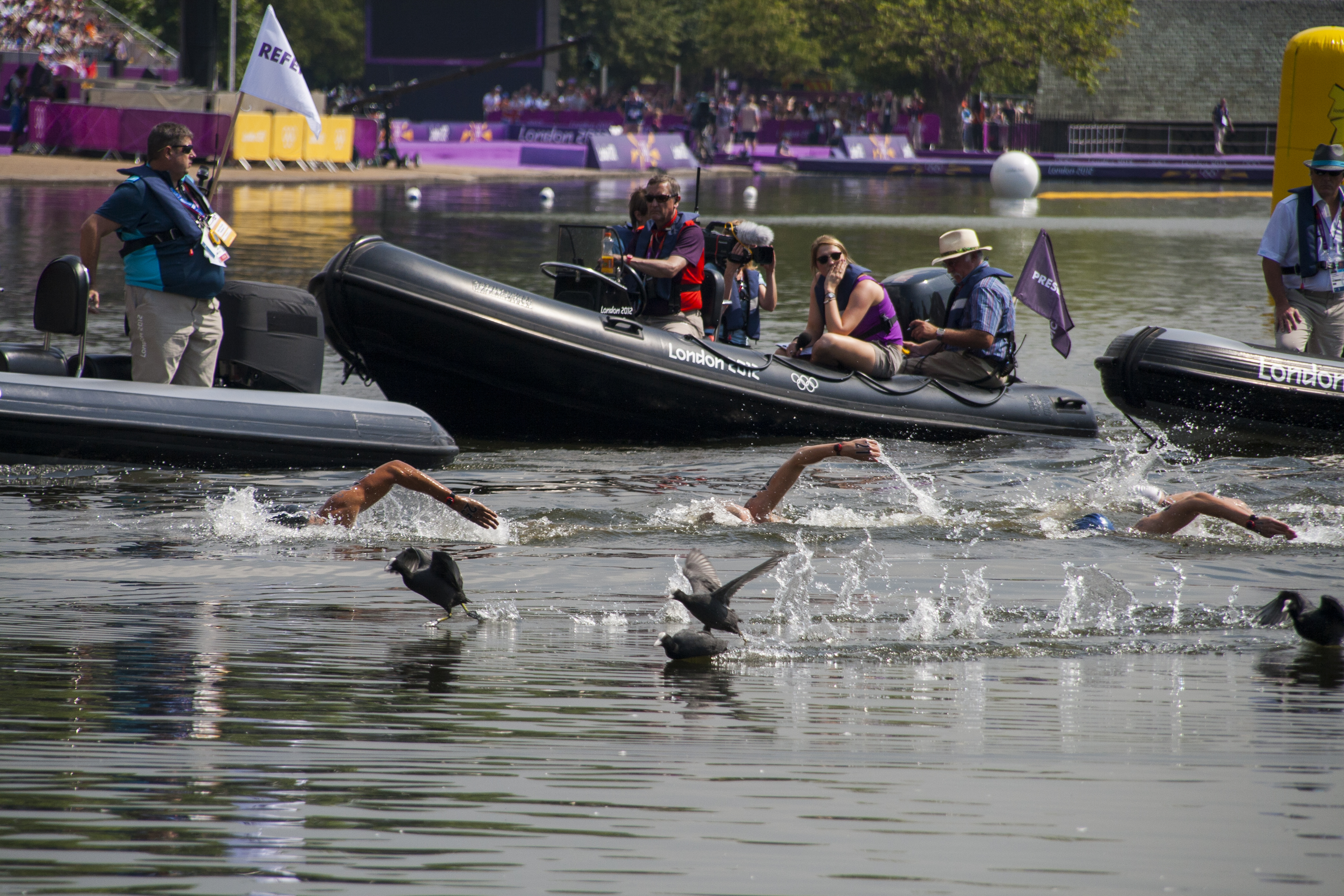
Szene aus dem Rennen

10. August 2012, 12:00 Uhr MEZ
| Platz | Name                      | Nation             | Zeit        | Anmerkung  |
| ----- | ------------------------- | ------------------ | ----------- | ---------- |
| 01    | Oussama Mellouli          | Tunesien           | 1:49:55,1 h |            |
| 02    | Thomas Lurz               | Deutschland        | 1:49:58,5 h |            |
| 03    | Richard Weinberger        | Kanada             | 1:50:00,3 h |            |
| 04    | Spyros Gianniotis         | Griechenland       | 1:50:05,3 h |            |
| 05    | Daniel Fogg               | Großbritannien     | 1:50:37,3 h |            |
| 06    | Sergei Bolschakow         | Belarus            | 1:50:40,1 h |            |
| 07    | Wladimir Djattschin       | Russland           | 1:50:42,8 h |            |
| 08    | Andreas Waschburger       | Deutschland        | 1:50:44,4 h | Verwarnung |
| 09    | Petar Stojtschew          | Bulgarien          | 1:50:46,2 h |            |
| 10    | Alexander Meyer           | Vereinigte Staaten | 1:50:48,2 h |            |
| 11    | Julien Sauvage            | Frankreich         | 1:50:51,3 h |            |
| 12    | Hercules Troyden Prinsloo | Südafrika          | 1:50:52,9 h | Verwarnung |
| 13    | Erwin Maldonado           | Venezuela          | 1:50:52,9 h |            |
| 14    | Ihor Tscherwynskyj        | Ukraine            | 1:50:56,9 h |            |
| 15    | Yasunari Hirai            | Japan              | 1:51:20,1 h | Verwarnung |
| 16    | Brian Ryckeman            | Belgien            | 1:51:27,1 h |            |
| 17    | Valerio Cleri             | Italien            | 1:51:29,5 h |            |
| 18    | Csaba Gercsák             | Ungarn             | 1:51:30,9 h |            |
| 19    | Arseniy Lavrentyev        | Portugal           | 1:51:37,2 h |            |
| 20    | Ky Hurst                  | Australien         | 1:51:41,3 h |            |
| 21    | Ivan Enderica Ochoa       | Ecuador            | 1:52:28,6 h |            |
| 22    | Juri Kudinow              | Kasachstan         | 1:52:59,0 h |            |
| 23    | Francisco Hervás          | Spanien            | 1:53:27,8 h |            |
| 24    | Mazen Metwaly             | Ägypten            | 1:54:33,2 h | Verwarnung |
| 25    | Benjamin Schulte          | Guam               | 2:03:35,1 h |            |